# Обухов, Александр Васильевич (Герой Советского Союза)
Алекса́ндр Васи́льевич Обухов (3 декабря 1911, Арзамасский уезд Нижегородской губернии — 26 января 1959, Арзамас) — старшина, Герой Советского Союза.

## Биография
Родился 3 декабря 1911 года в деревне Тамаевка, ныне Арзамасского района Нижегородской области, в семье крестьянина. После смерти отца остался сиротой.
Окончил вечернюю и начальную школу всеобуча.
В 1933—1935 года проходил срочную службу в Красной Армии.
Работал плотником. В 1939 году уехал в Челябинск, работал на строительстве металлургического комбината.

### Великая Отечественная война
В июле 1941 года был призван в Красную Армию Металлургическим райвоенкоматом города Челябинска. В действующей армии с ноября 1941 года.
Воевал в артиллерии на Западном, Белорусском, 1-м Прибалтийском и 3-м Белорусском фронтах. В 1942 году вступил в ВКП(б). Был контужен и ранен. Командуя орудием 227-го артиллерийского полка 70-й стрелковой дивизии, особо отличился в боях в Восточной Пруссии весной 1945 года.

### Военные подвиги
6-7 апреля 1945 года во время штурма столицы Восточной Пруссии города Кёнигсберга (ныне — Калининград) старшина Обухов, находясь со своим орудием в боевых порядках пехоты, огнём прямой наводкой содействовал захвату населённого пункта Фридрихсберг (ныне посёлок Зелёное в черте города Калининград). Прямой наводкой разрушил три дома с засевшими там войсками Вермахта, уничтожив четыре станковых пулемёта и до одного взвода гитлеровцев.
Во время вражеской контратаки артиллеристы Обухова были окружены немецкими автоматчиками. Несмотря на численное превосходство врага, они смело вступили в бой с врагом, огнём из пушки и автоматов истребили 36 гитлеровцев. Позднее, преследуя отступающего противника, подбили 2 танка, 2 бронетранспортёра, вывели из строя 2 лёгких орудия.
Указом Президиума Верховного Совета СССР от 19 апреля 1945 года за образцовое выполнение боевых заданий командования на фронте борьбы с немецкими захватчиками и проявленные при этом отвагу и геройство старшине Обухову Александру Васильевичу присвоено звание Героя Советского Союза с вручением ордена Ленина и медали «Золотая Звезда» (№ 6254).

### Участие в советско-японской войне
После окончания войны с гитлеровской Германией переведён для несения службы на Дальний Восток. В период службы активно участвовал в операциях против японских и маньчжурских диверсионных и разведывательных групп, в непрерывных пограничных стычках и боях с японскими воинскими частями. В августе 1945 года участвовал в ожесточённых боях в ходе Маньчжурской стратегической операции советско-японской войны.

### После войны
После окончания войны демобилизован. Вернулся на родину. Жил в городе Арзамасе, окончил Арзамасский лесной техникум. Работал лесничим в Шатковском и Арзамасском районах.
Был депутатом Арзамасского городского Совета и Верховного Совета СССР 2-го созыва.
Скончался после тяжёлой болезни 26 января 1959 года. Похоронен на Тихвинском кладбище города Арзамаса.

## Память

Мемориальная доска А.В.Обухову на улице его имени в Металлургическом районе г.Челябинска

- В Челябинске именем Обухова названа одна из улиц Металлургического района.
- Именем Обухова в январе 2009 года названа застава «Перфильевская» Ханкайского погранотряда (Приморский край).

## Награды
- Медаль «Золотая Звезда»;
- два ордена Ленина;
- орден Октябрьской Революции;
- три ордена Красного Знамени;
- орден Красной Звезды;
- медали, в том числе:
  - медаль «За отвагу»;
  - медаль «За боевые заслуги».